# За попереднім записом (фільм, 1933)
«За попереднім записом» (англ. By Appointment Only) — американська драма режисера Френка Р. Стреєра 1933 року.

## Сюжет
Коли мати вмирає від серцевої недостатності в офісі доктора, лікар відчуває себе винним, тому що він не зміг врятувати її і робить її молоду дочку своєю підопічною, але його нареченій це не подобається. Після того як він повертається з трирічної практики в Європі, доктор виявляє, що його підопічна нині є красивою, дорослою жінкою, і відчуває потяг до неї, хоча вона заручена за його братом.

## У ролях
- Лью Коуді — доктор Майкл Траверс
- Ейлін Прінгл — Діана Маннерс
- Селлі О'Ніл — Джуді Керролл
- Едді Морган — Річард «Дік» Маннерс
- Едвард Мартіндел — суддя Баррі Фелпс
- Вілсон Бендж — дворецький
- Марселін Дей — міс Браун
- Клер Макдауелл — місіс Мері Керролл
- Полін Гарон — Гвен Рід
- Гледіс Блейк — Хелен